# Варјашка гарда
Варјашка гарда (грч. Τάγμα των Βαράγγων, Βάραγγοι) био је назив под којим су били познати нордијски и англосаксонски најамници, који су служили у Византијској војсци од 10. до 14. вијека. Фраза се први пут користи у хроници Јована Скилица, Мадридска Скилица, из 1034. године. Варјази су у Византијско царство стигли преко Кијевске Русије. Године 988. цар Василије II од рускога кнеза Владимир I добио је одред од 6.000 људи за борбу са узурпатором Вардом Фоком и организовао их је у тагму. У наредна два вијека Варјази су учествовали у ратовима које је водило Царство и служили су као дворска стража. Мјесто на коме су били смјештени прво је био Велики дворац, а од почетка ере Комнина били су у комплексима Мангана и Влахерна. Варјашка гарда била је селективна јединица, чувена по вијерности господару, физичкој спремности, оружју, одјећи и дисциплини. Њиховим официрима додјељиване су дворске титуле — нпр. Харалд III имао је титулу спафарокандидата. На челу гарде обично се налазио Грк са титулом аколуфа.